# Pagamea duidana
Pagamea duidana är en måreväxtart som beskrevs av Paul Carpenter Standley och Julian Alfred Steyermark. Pagamea duidana ingår i släktet Pagamea och familjen måreväxter. Inga underarter finns listade i Catalogue of Life.